# Petr Karel Orléans-Braganza
Petr Karel Orléans-Braganza (* 31. října 1945, Rio de Janeiro) je člen brazilské císařské rodiny a současná hlava petrópoliské větve rodu. Je vnukem Petra de Alcantara z Orléans-Braganzy a původně české šlechtičny Alžběty Dobřenské z Dobřenic. Přes svou matku Marii Esperanzu Bourbonsko-Sicilskou je bratrancem bývalého španělského krále Juana Carlose I. Vzhledem k tomu, že se jeho děd Petr oženil morganaticky a vzdal se následnictví na brazilský trůn, nemá nárok na něj ani on.